# Nepenthes mapuluensis
Nepenthes mapuluensis este o specie de plante carnivore din genul Nepenthes, familia Nepenthaceae, ordinul Caryophyllales, descrisă de J.H. Adam și Wilcock. Conform Catalogue of Life specia Nepenthes mapuluensis nu are subspecii cunoscute.